# Scopula mundata
Scopula mundata är en fjärilsart som beskrevs av Louis Beethoven Prout 1913. Scopula mundata ingår i släktet Scopula och familjen mätare. Inga underarter finns listade.